# トゥラ・ブカ
トゥラ・ブカ（Tula-Buqa、Töle-Buqa、? - 1291年）は、ジョチ・ウルスの第8代宗主（ハン、在位：1287年 - 1291年）。バトゥの次男のトクカンの長男のダルブの長男。バトゥの曾孫で、モンケ・テムルとトデ・モンケの甥に当たる。弟にゴンチェクという人物がいた。中世モンゴル語発音ではトレ・ブカ。ペルシア語資料では تولا بوقا Tūlā Būqā と表記されている。
1287年に彼は弟のゴンチェクと、先代のモンケ・テムル・ハンの遺児のアルグイとトグリルチャと謀って、ジョチ・ウルス右翼の最有力者のノガイとオルダ・ウルス左翼の統帥のコニチによって擁立されていた叔父のトデ・モンケ・ハンを廃位した。トレ・ブカはサライを中心とするジョチ・ウルスの中央部を掌握してハン位に即き、クーデターを決行した四者による協力体制によって独裁政治を行なうようになり、さらにクーデターに参加せず、自らのハン位を脅かす存在であったトクタ（モンケ・テムルの五男でアルグイの同母弟）の存在を疎ましく思い、これを殺害を企てた。クリミア方面に所領（ウルス）を有していたトクタは、ドナウ川囲河口部一帯のジョチ・ウルス西部境域を鎮撫していた有力王族ノガイと手を結んだ。ノガイは仮病を使ってトレ・ブカらクーデターを実行したゴンチェクと、アルグイ、トグリルチャの他にトレ・ブカに同調したアルグイの兄弟のムラカイ、カダアン、クドカンら王族たちを自らの陣営におびき出し、そこで待ち伏せていたトクタに襲撃させた。こうして1291年にトクタによってトレ・ブカは兄弟もろとも殺され、位も奪われてしまったのである。